# نورا العايق
نورا العايق (مواليد 20 يوليو 1990) ممثلة سورية ولدت في مدينة سلمية خريجة المعهد العالي للفنون المسرحية، كانت، بدايتها من خلال مسلسل (القعقاع بن عمرو التميمي) عام 2010، حيث كانت في العام الأول من المعهد، لتتوالى أعمالها بعد ذلك والتي من أبرزها: جلسات نسائية، رفة عين، بواب الريح.

## أعمالها
- السنونو
- الغربال
- ياسمين عتيق
- بواب الريح
- صرخة روح الجزء الثاني
- سلاسل دهب
- وراء الوجوه
- رفة عين
- سكر وسط
- جلسات نسائية
- القعقاع بن عمرو التميمي
- الطواريد
- جيران
- ببساطة
- كونتاك
- الحلاج/العاشق/صراع الجواري
- سلاسل ذهب[2]

## روابط خارجية
- نورا العايق على موقع قاعدة بيانات الأفلام العربية